# Pseudopulex
Pseudopulex es un género extinto de grandes insectos parásitos similares a pulgas del Mesozoico, halladas en Asia que se alimentaban en los dinosaurios.
Las dos especies, Pseudopulex jurassicus y Pseudopulex magnus, son similar a las pulgas modernas, pero sus cuerpos eran más comprimidos, y tenían garras más largas que usaban para sostenerse fuertemente a los dinosaurios o pterosaurios. Estos insectos eran también 10 veces mayores que las pulgas modernas y poseían estiletes aserrados, probablemente se alimentaban de sangre atravesando gruesas capas de piel.
La especie P. jurassicus vivió hace 165 millones de años.

## Distribución
Los fósiles de Pseudopulex jurassicus han sido hallados en la Formación Jiulongshan del Jurásico Medio. Los fósiles de Pseudopulex magnus proceden de la Formación Yixian del Cretácico Inferior.